# Klaus Conrad (Wirtschaftswissenschaftler)
Klaus Conrad (* 4. Oktober 1940 in Halle (Saale); † 7. Januar 2015 in Westkap, Südafrika) war ein deutscher Wirtschaftsmathematiker und Volkswirtschaftslehrer.

## Leben
Conrad studierte ab 1960 an der Ludwig-Maximilians-Universität München Wirtschaftsmathematik. 1961 wurde er im Corps Suevia München recipiert. Als Diplom-Mathematiker und wissenschaftlicher Assistent begann er die akademische Laufbahn 1966 am Lehrstuhl für Ökonometrie der Eberhard Karls Universität Tübingen (Hans Jürgen Jaksch). 1970 wurde er dort zum Dr. rer. pol. promoviert. Mit einem Habilitationsstipendium der Deutschen Forschungsgemeinschaft ging er 1972 für zwei Jahre an die Harvard University. Er war Research Fellow bei Dale Jorgenson. Nach Tübingen zurückgekehrt und seit 1975 für Ökonometrie habilitiert, arbeitete er ab Juli 1976
in einem Sonderforschungsbereich unter Wilhelm Krelle in Bonn. 1977 konnte er sich für Wirtschaftstheorie und Ökonometrie an die Rechts- und Staatswissenschaftliche Fakultät der  Rheinischen Friedrich-Wilhelms-Universität Bonn umhabilitieren. 1980 folgte er dem Ruf der Universität Mannheim auf den Lehrstuhl für Volkswirtschaftslehre, insbesondere Mikroökonomie. Regelmäßig besuchten Conrad und seine Frau ihre Schwiegertochter und die Enkelkinder in Südafrika. Dort war der Sohn als Pilot bei einem Flugzeugabsturz ums Leben gekommen. Conrad ertrank beim Baden in der Nähe von Kapstadt.

## Gastprofessuren
- Massachusetts Institute of Technology und Harvard (1988)
- Munk School of Global Affairs, University of Toronto (DAAD) (1996/97)

## Ehrenämter
- Präsident der Vereinigung europäischer Umwelt- und Ressourcenökonomen (EAERE) (2002–2003)
- Sprecher des Graduiertenkollegs Umwelt- und Ressourcenökonomik an den Universitäten Heidelberg und Mannheim (seit 2002)

## Veröffentlichungen (Auswahl)
- Das quadratische Zuweisungsproblem und zwei seiner Spezialfälle (= Tübinger wirtschaftswissenschaftliche Abhandlungen, Bd. 12). Mohr, Tübingen 1971, ISBN 3-16-332692-7 (Dissertation Universität Tübingen).
- Simulation und Optimierung mit einem nichtlinearen ökonometrischen Makromodell für die Bundesrepublik Deutschland (= Schriften zur wirtschaftswissenschaftlichen Forschung, Bd. 38). Hain, Meisenheim am Glan 1975, ISBN 3-445-01320-9 (Habilitationsschrift Universität Tübingen).
- (mit Dale W. Jorgenson): Measuring performance in the private economy of the Federal Republic of Germany 1950 - 1973 (= Tübinger wirtschaftswissenschaftliche Abhandlungen, Bd. 19). Mohr, Tübingen 1975, ISBN 3-16-337582-0.
- Produktivitätslücken nach Wirtschaftszweigen im internationalen Vergleich. Beschreibung und ökonometrische Ursachenanalyse für die USA, Japan und die Bundesrepublik Deutschland, 1960 - 1979 (= Studies in contemporary economics, Bd. 17). Springer, Berlin 1985, ISBN 3-540-15571-6.